# Павло Олінський
Павло Олінський (інколи Оленський, хресне ім'я Петро; 18 червня 1887, Грусятичі — 2 березня 1955, концтабір Абезь, Комі АРСР) — український церковний діяч, священник УГКЦ, василіянин, педагог, душпастир у Канаді, ігумен Улашківського монастиря. Жертва радянського тоталітарного режиму. Слуга Божий.

## Життєпис
Народився в с. Грусятичі (нині Жидачівський район Львівської області) в сім'ї селянина Ігнатія. До 1900 року навчався в народній школі в рідному селі та вступив у Львівську академічну гімназію.
11 березня 1905 році вступив на новіціят до оо. василіян у Крехівський монастир, де під час облечин прийняв монаше ім'я Павло. 9 грудня 1906 року склав перші монаші обіти і продовжив вишкіл у Крехові: два роки гуманістики (1906—1908) і рік риторики (1908—1909). Філософські студії проходив у монастирі св. Онуфрія у Лаврові (1909—1911), де 21 вересня 1910 року склав професію довічних монаших обітів. Богослов'я вивчав у Кристинополі в 1911—1914 роках і під час завершального року студій 26 жовтня 1913 р. отримав священичі свячення з рук праведного митрополита Андрея Шептицького. На початку Першої світової війни близько 30 василіян, з яких більшість були студенти, виїхали до Хорватії і замешкали у францисканців та єзуїтів. У листопаді 1914 р. до них приєднався із кількома священиками також о. Павло Олінський і поселився в отців францисканців у м. Ястребарсько. Наприкінці 1915 р. повернувся в Галичину і був призначений до монастиря в Гошеві. З Гошева в 1916 р. направлений до монастиря у Крехові, як викладач грецької мови для клириків гуманістики.
У 1919—1921 роках душпастирював у Дрогобичі, де в 1920—1921 році був катехитом в українсько-польсько-єврейській гімназії. З 1921 до 1929 року в Місійному інституті ім. святого Йосафата при монастирі отців василіян в Бучачі навчав латинської, грецької і німецької мов (1923—1924), виконував різні душпастирські служіння та виїжджав з проповідями на народні місії.
У 1929 році отця Павла Олінського призначили на місійну працю за океаном — до Канади, де викладав латину і греку для кліриків-василіян у Мондері, Альберта, потім у 1932—1934 роках працював у Едмонтоні, звідки обслуговував місцевості Peace River та Grant Praire, а з 1934 року служив як душпастир і місіонер у Вінніпезі.
На початку 1937 р. повернувся в Галичину, де отримав призначення настоятелем монастиря в Улашківціях на півдні Тернопільщини, а 10 травня 1937 р. на завідателя парафії в с. Милівці i Юридиці Василіянській. 12 червня 1937 року став ігуменом Улашківської обителі. За перших совітів отець Олінський змушений був залишити монастир і перейшов на адміністратора парафії в с. Буряківка, повіт Заліщики. З приходом німців повернувся до обителі і продовжував служіння.
Арештований більшовиками 30 грудня 1945 року і засуджений 25 квітня 1946 року Військовим Трибуналом МВС Тернопільської області за ст. 20 − 54-1"а", 54 − 11 КК УРСР на 10 років позбавлення волі «з поразкою в правах на 5 років та конфіскацією майна». Покарання відбував у Комі АРСР в концтаборі «Мінлаг» і там помер 2 березня 1955 року. Похоронений на кладовищі селища Абезь, Комі АРСР під номером гробівця Э-47.

### Беатифікаційний процес
Від 2001 року триває беатифікаційний процес прилучення о. Павла Олінського до лику блаженних.